# Abarca de Campos
Abarca de Campos è un comune spagnolo di 47 abitanti situato nella comunità autonoma di Castiglia e León.